# Bacino senegalese-mauritano-guineano

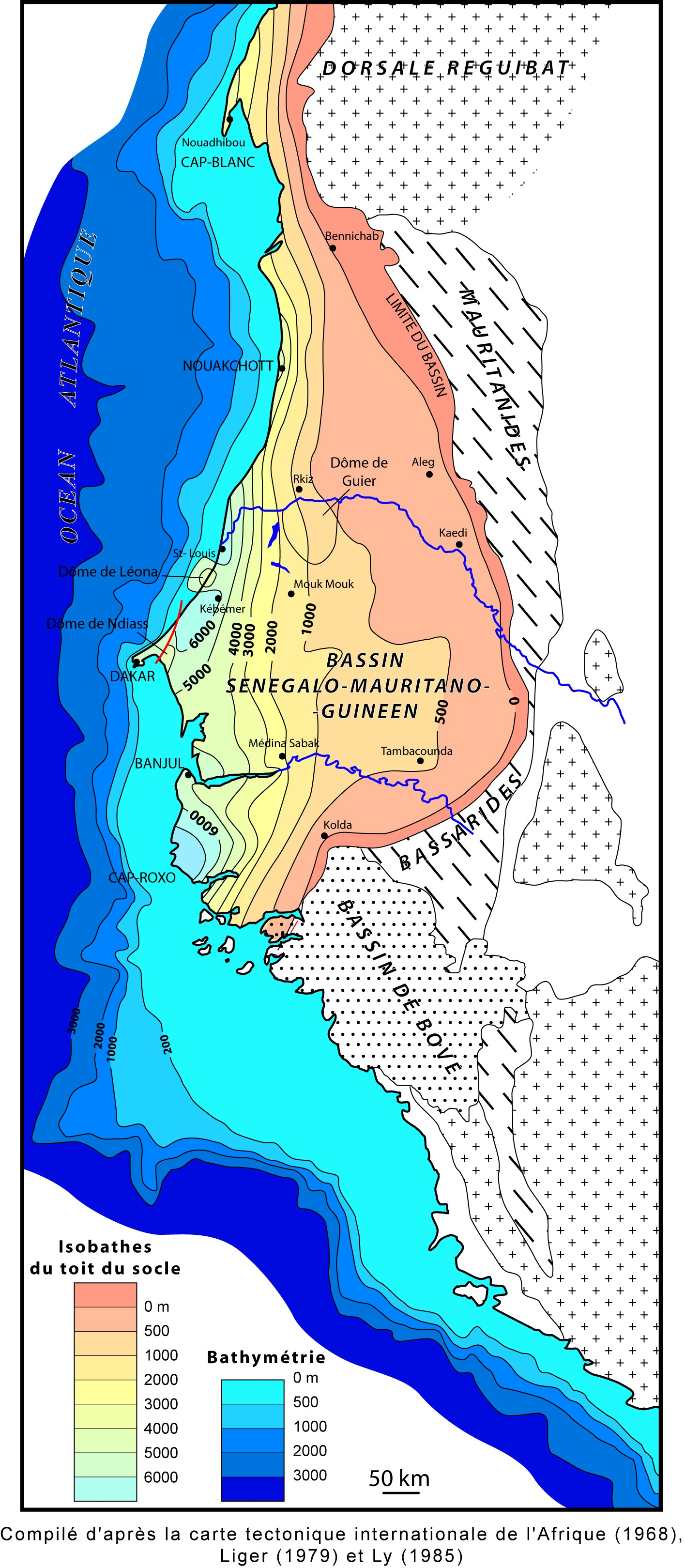
Carta delle isopache del bacino nel quadro regionale

Il bacino senegalese-mauritano-guineano è un grande bacino sedimentario costiero di margine continentale passivo. È delimitato a nord dalla dorsale di Reguibat, ad est e sud-est dalla catena delle Mauritanidi, a sud dal bacino di Bove. Ha una lunghezza massima di 1300 km (dalla Mauritania alla Guinea-Bissau), ed una larghezza massima di circa 550 km alla latitudine di Dakar. 
Il bacino costiero accumula sopra il cratone dell'Africa occidentale una potente serie di sedimenti di origine prevalentemente marina, che inizia nel Triassico superiore-Giurassico inferiore e finisce nel Miocene. Dal limite orientale del bacino, nei pressi di Bakel, i depositi si ispessiscono verso ovest, all'inizio in modo graduale, poi, a partire da una flessura situata tra 15°30'W e 16°30'W, la loro potenza aumenta rapidamente, raggiungendo Dakar oltre 6.000-7.000 metri. Si ritiene che presso Casamance, la profondità possa superare gli 8000 m. 
Nonostante la giacitura suborizzontale degli strati, le prospezioni petrolifere indicano una notevole strutturazione e compartazione dei depositi, esemplificata dall'horst di Ndiass.
In Senegal, la serie meso-cenozoica affiorante si limita ai termini stratigrafici più recenti, intercettando il Campaniano solo marginalmente; il Maastrichtiano invece, nonostante la presenza di una potente copertura lateritica, è rinvenibile nell'horst di Ndiass. 
La serie cenozoica affiora molto più frequentemente: è esposta nelle falesie della Penisola di Capo Verde, in quelle ad ovest ed a sud di Thiès e marginalmente nel Sine, dove si rinviene soprattutto in pozzi; gli affioramenti più interessanti si trovano lungo la costa Atlantica.
Invece, nell'area centrale ed orientale del bacino, questa serie è mascherata dalla coltre lateritica del Terziario superiore, e a nord-ovest da depositi eolici del Quaternario. I soli affioramenti terziari conosciuti sono limitati alle rive del lago di Guier ed all'alta valle del fiume Senegal, nella regione di Matam, dove prende il nome di "Formazione di Saloum" (nota come "arenarie del Continental Terminal" fino al 2009), questi sedimenti sigillano e nascondono gran parte della serie marina del Paleogene.
A Casamance, dati ricavati da perforazioni indicano come la serie marina continui sino al Miocene. 
Il vulcanismo del Miocene appare regionalmente disperso nella Penisola di Capo Verde e nella regione di Thiès; è rappresentato da lave e tufi ricoperti dalla coltre ferruginosa del Pliocene superiore.
Il vulcanismo quaternario, di tipo polifasico, è limitato alla punta della penisola di Capo Verde.